# Go! Princess PreCure
HappinessCharge PreCure! Witchy Precure!
Go! Princess Pretty Cure (Go!プリンセスプリキュア, Gō! Purinsesu PuriKyua) est une série d'animation japonaise de type magical girl produite par le studio Tōei Animation. C'est la 12e série de la franchise Pretty Cure. Elle a été diffusée du 1er février 2015 au 31 janvier 2016, remplaçant Happiness Charge PreCure! à son heure de diffusion initiale. La série tourne autour des princesses et des rêves.

## Personnages

### Pretty Cures
Haruka Haruno (春野 はるか, Haruno Haruka) Cure Flora (キュアフローラ, Kyua Furōra)
Voix japonaise : Yū Shimamura
Minami Kaido (海藤 みなみ, Kaidō Minami) Cure Mermaid (キュアマーメイド, Kyua Māmeido)
Voix japonaise : Masumi Asano
Kirara Amanogawa (天ノ川 きらら, Amanogawa Kirara) Cure Twinkle (キュアトゥインクル, Kyua Tuinkuru)
Voix japonaise : Hibiku Yamamura
Towa Akagi (紅城 トワ, Akagi Towa) Twilight (トワイライト, Towairaito) Cure Scarlet (キュアスカーレット, Kyua Sukāretto)
Voix japonaise : Miyuki Sawashiro

## Synopsis
Il y a longtemps, une jeune fille nommée Haruno Haruka a rencontré un étrange garçon vêtu de blanc nommé Kanata après avoir été victime d'intimidation par ses camarades de classe car son rêve est de devenir une "princesse". Il lui a donné une étrange clé ornementale et Haruka a promis qu'elle n'abandonnerait jamais ses propres rêves. Quelques années plus tard, Haruka, maintenant âgée de 13 ans, fréquente la Noble Academy, un internat pour filles et garçons. Mais même maintenant, elle chérissait ses rêves de devenir une princesse, comme ceux de ses précieux livres d'images.
Un jour, elle rencontra deux créatures féeriques du Royaume de l'Espoir : Pafu et Aroma, qui furent suivies par d'étranges monstres. Les fées lui ont dit qu'elles avaient été créées par une sorcière qui transforme les rêves en désespoir et les enferme dans la porte du désespoir. N'ayant pas le choix, les fées ont donné à Haruka un parfum de princesse, elle devenant Cure Flora, une Pretty Cure pour s'opposer à la sorcière noire.
Désormais rejoints par Kaido Minami (Cure Mermaid) et Amanogawa Kirara (Cure Twinkle), ils forment l'équipe Princess Pretty Cure afin de collecter les Dress Up Key pour ouvrir la porte des rêves et protéger les rêves des gens du désespoir.